# دون ژوان (اپرا)
دُن ژُوان (به فرانسوی: Don Juan، به ایتالیایی: Don Giovanni «دُن جووانی»، به اسپانیایی: Don Juan «دُن خُوان») اپرایی در دو پرده، با آهنگ‌سازی ولفگانگ آمادئوس موتسارت، ک. ۵۲۷ در سال ۱۷۸۷ است که اپرانامهٔ آن را لُرِنزو دا پونته نوشته‌است.

## تاریخچهٔ دُن ژُوان
داستان  ِاین اُپرا بر اساس  ِشخصیت 
ِ افسانه‌ای  ِدُن خوان (یا دُن ژوان) شکل گرفته، که فردی بی‌بندوبار و اِغواگر  ِزنان است. این اُپرا نخستین بار در تاریخ ۲۹ اکتبر ۱۷۸۷، توسط اُپرای ایتالیایی پراگ در خانهٔ نمایش پراگ (Teatro di Praga با نام فعلی Estates Theatre) به روی صحنه رفت.
اپرا نامه دا پونته به مانند  ِبسیاری از آثار  ِآن زمان، به‌صورت  ِنمایشی دراماتیک و سرگرم‌کننده -- همراه با بازی‌ها و گفتارهای گاه شوخی و گاه جدی -- رده‌بندی شد. موتسارت نیز آن را در لیست  ِاپرا بوفاهای خود قرار داد.
"تیرسود مولینا" راهبی که بخاطر نوشتن درام، از کلیسا اخراج شد، نمایشنامه‌ای به نام  ِشیّاد  ِسِویل نوشت که پایه‌گذار تیپ  ِدون ژوان به‌شمار می‌رود.
اپرای دُون جیووانی هم‌اکنون در بین  ِ اُپراهایی که بیشترین اجرا را در سراسر دنیا داشته‌اند، رتبه دهم را به خود اختصاص داده و نکات و پیام‌های پُرباری را برای فلاسفه و نویسندگان به ارمغان آورده‌است.

## نقش‌ها
| دون جووانی؛ نجیب‌زاده ایی جوان و بسیار هرزه                    | باریتون |
| لپورلو؛ خدمتکار دون جووانی                                    | باس     |
| کماندتور؛ پدر دونا آنا                                        | باس     |
| دونا آنا؛ دختر کماندتور و نامزد دون اتاویو                    | سوپرانو |
| دون اتاویو                                                    | تنور    |
| دونا الویرا؛ بانویی از بورگوس، رها شده توسط دون جووانی        | سوپرانو |
| ماستو؛ یک روستایی                                             | باریتون |
| زرلینا؛ نامزد ماستو                                           | سوپرانو |
| گروه کر روستاییان، خدمتکاران، بانوان جوان، موزیسین‌ها و شیاطین |         |

## سازها
سازهای مورد استفاده در این اپرا عبارتند از:
- سازهای بادی چوبی: ۲ فلوت، ۲ ابوا، ۲ کلارینت، ۲ باسون
- سازهای بادی برنجی: ۲ هورن، ۲ ترومپت، ۳ ترومبون
- ساز کوبه‌ای: تیمپانی
- سازهای زهی: ویولن، ویولا و کنترباس

## خلاصه

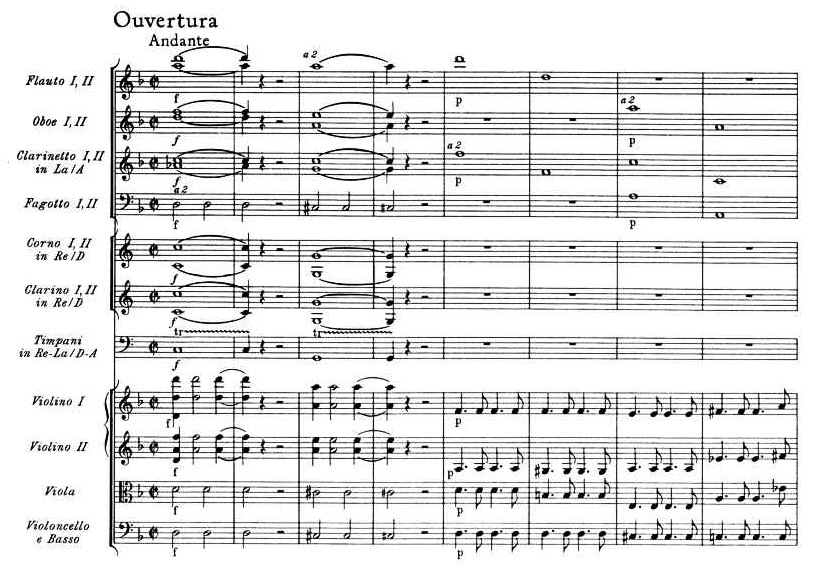
ریتم نمونه دون ژوان (اپرا)

دون جیووانی نجیب‌زاده مغرور، جوان و لااُبالی در امور جنسی می‌باشد که معاشقه با زنان را در رأس امور خود، قرار داده و خواهان تمامی آن‌ها (با هر گونه شرایط ظاهری، سِنّی و تأهل) می‌باشد؛ تا اینکه سرانجام دچار عقوبت می‌شود.

### پرده یک

#### نمای اول - باغ کماندتور
لپورلو - پیشخدمتِ دون جووانی - از کارِ سخت و زیادِ خود شکایت می‌کند. دون جووانی در حالِ فریب دادنِ دختر کماندتور - دونا آنا - و وادار کردنِ او به هم آغوشی می‌باشد و لپورلو مراقبِ اطراف است. جیووانی صورتِ خود را با ماسک پوشانده‌است. دونا آنا که راضی به برقراری ارتباط با او نیست، محکم بازوانِ او را چسبیده و سعی دارد مانع فرارِ مردِ هوسباز شده و او را بشناسد. دونا آنا شروع به داد و فریاد کرده و کمک می‌خواهد. پدرش سر می‌رسد و مرد جوان را به خاطرِ آزار رساندن به دخترش به مبارزه می‌طلبد. دونا آنا با شتاب به سمتِ خانه می‌رود تا نامزدش - دون اتاویو - را به کمک پدر بیاورد؛ اما پیش از رسیدنِ آنها، دون جووانی پدرِ دختر را می‌کشد و به همراهِ لپورلو فرار می‌کند. دونا آنا با دیدنِ جسدِ خونین پدر، بسیار وحشت زده شده و تصمیم به تلافی می‌گیرد. او از اتاویو نیز می‌خواهد که به انتقام جوئی سوگند خورده و او را در این راه یاری کند.

#### نمای دوم - میدانگاهی عمومی بیرون از قصر دون جووانی
جووانی و لپورلو وارد صحنه می‌شوند. آن‌ها صدای زنی (دونا الویرا) را می‌شنوند که آوازی غمناک می‌خواند و از اینکه معشوقه اش رهایش کرده شکایت می‌کند و قصد انتقام دارد. دون جووانی به زن نزدیک شده و تظاهر به دلجوئی می‌کند؛ الویرا هم بلافاصله او را شناخته، وی را از خود می‌راند و می‌گوید که این ناراحتی‌ها به خاطرِ بی وفایی‌های اوست. زنِ فریب خورده از اینکه جُووانی سه روز پس از اینکه به او قول ازدواج داده ترکش کرده، گله می‌کند و به مردِ لاابالی هشدار می‌دهد که رفتارهای ناشایستِ او عقوبتِ سنگینی را در پی خواهد داشت. جووانی از پیشخدمتش می‌خواهد که با الویرا صحبت کند و حقایق را به او بگوید.
لپورلو به الویرا می‌گوید که جُووانی ارزشِ عشقِ پاکِ او را ندارد و تعدادِ زنانِ فریب خورده توسطِ وی را از روی کتابچه فهرستی، برایش می‌خواند: " ۶۴۰ نفر در ایتالیا، ۲۳۱ نفر در آلمان، ۱۰۰ نفر در فرانسه، ۹۱ نفر در ترکیه؛ و اما در اسپانیا … فقط ۱۰۰۳ نفر! " ("Madamina, il catalogo è questo") روشن شدنِ حقایق، الویرا را عصبانی تر کرده و برای انتقام جوئی مصمم تر می‌شود.
همگی از صحنه خارج شده و یک کاروانِ عروسی به همراهِ زرلینا و ماستو (عروس و داماد) وارد می‌شوند. کمی بعد دون جووانی و لپورلو سر می‌رسند. جووانی مجذوب زیبایی زرلینا می‌شود و برای کنار راندن ماستو به آن‌ها پیشنهاد می‌دهد که جشن عروسیشان را در قصر او بر پا کنند. ماستو متوجه نقشه شوم جووانی شده و به شدت خشمگین می‌گردد.
دون جووانی نوعروس را به خلوتی کشانده و شروع به ابراز عشق می‌کند؛ وقتی به دخترک قول ازدواج می‌دهد الویرا سر رسیده و مانع فریب خوردن زرلینا می‌شود و او را از آنجا دور می‌کند.
اتاویو و آنا در پی انتقام جوئی از قاتل ناشناخته پدر آنا هستند. آنا ناآگاه از اینکه مشغول صحبت با قاتل پدرش است، از جووانی تقاضای کمک می‌کند. جووانی هم خوشحال از اینکه هویتش هنگام آزار رساندن به او و کشتن پدرش فاش نشده، به آنا قول یاری می‌دهد و از وی می‌خواهد که در این مورد بیشتر توضیح دهد. قبل از اینکه او شروع به شرح ماجرا کند، الویرا بازمی‌گردد و از اتاویو و آنا می‌خواهد که به جووانی اعتماد نکنند چرا که او یک فرد دغل کار و سنگدل است؛ جووانی هم سعی می‌کند اتاویو و آنا را متقاعد سازد که الویرا دیوانه است (Quartet: Non ti fidar, o misera). با توضیحات الویرا و یافتن شباهت صدای جووانی با صدای قاتل پدر، دونا آنا متوجه می‌شود که جووانی همان مرد قاتل است (Anna aria: Or sai chi l'onore Rapire a me volse)؛ اما اتاویو هنوز متقاعد نشده و برای اطمینان سعی می‌کند که چشم از جووانی برندارد ("Dalla sua pace la mia dipende").
لپورلو سرورش را از حضور روستاییان در قصر مطلع می‌سازد و از تمامی آنچه که به قصد پرت کردن حواس ماستو و به دام انداختن زرلینا انجام داده، برای جووانی شرح می‌دهد؛ او ادامه می‌دهد که در نهایت حضور الویرا تمامی نقشه‌هایش را بر آب کرده‌است. اما جووانی با بی‌تفاوتی و انبساط خاطر از او می‌خواهد که یک میهمانی تدارک ببیند و هر دختری را که دید به آن دعوت کند (Giovanni's Champagne Aria: Fin ch'han dal vino calda la testa)؛ سپس با هم به قصر می‌روند.
پرسه زدن‌های جووانی در اطراف زرلینا، ماستو را به شدت حسود و خشمگین کرده‌است. زرلینا سعی می‌کند از نامزدش دلجوئی کند ("Batti, batti o bel Masetto") و در حالیکه عشق پاک و وفا داریش را به او ابراز می‌دارد، دون جووانی به سمت آن‌ها نزدیک می‌شود. ماستو همان اطراف در جایی پنهان می‌شود تا عکس‌العمل زرلینا را در مقابل کلمات عاشقانه جووانی ببیند. زرلینا هم سعی در مخفی شدن دارد اما نجیب‌زاده هوسباز او را می‌یابد و شروع به فریب دادنش می‌کند. ماستو بعد از مدتی تاب ایستادن و تماشا کردن را نمی‌آورد و از مخفی گاهش بیرون می‌آید. جووانی به محض دیدن ماستو، شروع به سرزنش وی می‌کند که چرا نامزدش را تنها گذاشته؛ سپس این دو را (موقتاً) دست به دست داده و به شادمانی و رقص در سالن مجلل قصر دعوت می‌کند.
الویرا، آنا دونا و اتاویو با ماسک صورت خود را پوشانده و خواهان ورود به قصر هستند؛ لپورلو هم با دستور جووانی آن‌ها را به داخل دعوت می‌کند. الویرا برای انتقام و اتاویو و آنا هم برای حفاظت و امنیتشان دعا می‌کنند (Trio: Protegga il giusto cielo).

#### نمای سوم - سالن رقص
دو ارکستر جداگانه در حال نواختن موسیقی‌های شاد هستند. لپورلو شروع به رقصیدن با ماستو و سرگرم کردنش می‌کند؛ جووانی نیز از این فرصت استفاده کرده و زرلینا را به اتاق خصوصیش می‌برد. مهمانها مشغول رقص و شادمانی اند که صدای جیغ زرلینا توجه همه را به خود جلب می‌کند. ماستو متوجه غیبت جووانی و زرلینا می‌شود و جووانی هم برای سرپوش گذاشتن بر ماجرا، شروع به کتک زدن لپورلو می‌کند و آزار و اذیت زرلینا را گردن او می‌اندازد. اتاویو، آنا و الویرا نزد جووانی میایند؛ اتاویو تپانچه ایی را به سمت وی گرفته و به او می‌گوید که آن‌ها از تمامی جنایاتش با خبرند و قصد تلافی دارند؛ سپس ماسک خود را برمی‌دارند اما قبل هر گونه اقدامی، جووانی موفق به فرار می‌شود.

### پرده دو

#### نمای اول - بیرون خانه الویرا
لپورلو از این همه نیرنگ و دغل کاری خسته شده و قصد ترک قصر را دارد. جووانی با مقداری پول او را راضی به ماندن کرده (Duet: Eh via buffone) و از او برای دست یافتن به ندیمه زیبای الویرا یاری می‌خواهد. برای این منظور جووانی از لپورلو می‌خواهد که لباسش را با او عوض کند؛ زیرا معتقد است در لباس یک خدمتکار برای یک ندیمه جذاب تر به نظر خواهد رسید تا در لباس یک اشراف‌زاده. الویرا کنار پنجره می‌آید (Trio: Ah taci, ingiusto core)؛ جووانی هم برای خنده و سرگرمی گوشه ایی قایم می‌شود و لپورلو را - در لباس جووانی - نزدیک پنجره می‌فرستد.
جووانی شروع به آواز خواندن برای الویرا می‌کند و ابراز می‌دارد که توبه کرده و قصد دارد برای همیشه کنار او بماند. لپورلو که پشت به پنجره داشته، با حرکات دست وانمود می‌کند که خودش آواز می‌خواند و سعی دارد که نخندد. پس از مدتی الویرا حرفهای او را باور می‌کند و راهی بیرون خانه می‌شود. در این فاصله دون جووانی از لپورلو می‌خواهد سعی کند که متین و با وقار - مانند یک نجیب‌زاده - رفتار کند و الویرا را مدتی سرگرم سازد. جووانی هم سراغ ندیمه الویرا رفته و آوازی عاشقانه برایش سر می‌دهد ("Deh vieni alla finestra").
پیش از اینکه جووانی بتواند ندیمه را فریب دهد، ماستو و دوستانش سر می‌رسند؛ آن‌ها در جستجوی جووانی هستند و قصدِ کشتنِ او را دارند. جووانی با آن‌ها مواجه می‌شود؛ او که در لباس لپورلو بوده، وانمود می‌کند که خدمتکاری بیش نیست و از سرور خود هم به حدی متنفر است که حاضر به همکاری با آنهاست. جووانی به بهانه محاصره قصر، هر کدام از دوستان ماستو را به سمتی می‌فرستد (Giovanni aria: Metà di voi qua vadano) و در آخر هم با حقّه ایی اسلحه ماستو را از او می‌گیرد؛ سپس کتک مفصلی به او زده و با قهقهه از آنجا دور می‌شود.
زرلینا می‌آید و با دیدن بدن زخمی و کبود نامزدش، شروع به دلداری و ناز و نوازش او می‌کند ("Vedrai carino").

#### نمای دوم - یک حیاط تاریک
لپورلو الویرا را رها می‌کند (Sextet: Sola, sola in buio loco)؛ در حال فرار اتاویو را می‌بیند که مشغول دلداری دادن آناست. لپورلو سعی می‌کند به آرامی از لای یک در بگریزد که همان موقع زرلینا و ماستو در را باز کرده، او را در لباس جووانی دیده و مانع فرارش می‌شوند. آنا و اتاویو، لپورلو را تهدید به مرگ می‌کنند؛ اما الویرا - که هنوز فکر می‌کرده که او جووانیست - مانع می‌شود و از آن‌ها می‌خواهد که به همسر آینده اش رحم کنند.
اتاویو و آنا به اضافه ماستو و زرلینا همچنان قصد انتقام دارند که لپورلو کلاه و لباس‌هایش را کنار زده و چهره واقعی خود را به آن‌ها نشان می‌دهد؛ او التماس بخشش کرده و در یک فرصت مناسب از مهلکه می‌گریزد (Leporello aria: Ah pietà signori miei). با مشاهده وقایع پیش آمده، حالا دیگر اتاویو مطمئن شده که جووانی قاتل پدر آناست و قسم به تلافی جوئی می‌خورد ("Il mio tesoro"). الویرا نیز از خیانت‌های جووانی خشمگین است ولی از طرفی هنوز او را دوست دارد و دلش برایش می‌سوزد ("Mi tradì quell'alma ingrata").

#### نمای سوم - یک قبرستان و مجسمه ایی از کماندتور
لپورلو از مشکلات و بلاهایی که پوشیدن لباس جووانی سرش آورده برای سرورش تعریف می‌کند اما جووانی او را به مسخره می‌گیرد و می‌گوید که در عوض پوشیدن لباس‌های لپورلو برایش کلی فایده داشته و باعث شده که بتواند با یکی از زنان مورد علاقه او ارتباط برقرار کند. لپورلو از این کار جووانی اصلاً خوشش نمی‌اید و نگران می‌شود که مبادا آن زن همسرش بوده باشد؛ جووانی هم در جواب می‌گوید: «چه بهتر» و فقط می‌خندد.
صدایی از مجسمه به گوش می‌رسد که: "این خنده‌ها تا طلوع صبح فردا دوام نخواهد یافت." جووانی به خدمتکارش دستور می‌دهد که به مجسمه نزدیک شود؛ لپورلو به شدت وحشت زده شده و امتناع می‌کند؛ اما جووانی او را با شمشیر تهدید کرده و وادار به این کارش می‌کند. لپورلو نوشته روی مجسمه را می‌خواند: "من برای انتقام جوئی از قاتلم اینجا هستم(Dell'empio che mi trasse al passo estremo qui attendo la vendetta)." سپس از ترس شروع به لرزیدن می‌کند اما جووانی با ضرب و شتم او را مجبور می‌کند کنار مجسمه رفته و او را به شام دعوت کند. اضطراب و وحشت بیش از حد لپورلو باعث شد که سرانجام جووانی شخصاً مجسمه را به قصرش دعوت کند (Duet: O, statua gentilissim) و مجسمه هم جواب مثبت می‌دهد.

#### نمای چهارم - اتاق دونا آنا
اتاویو از آنا می‌خواهد که هر چه زودتر ازدواج کنند اما آنا به دلیل درگذشت پدر و شرایط روحی نامناسب این را جایز نمی‌داند. اتاویو از جواب آنا آزرده می‌شود اما آنا به او اطمینان می‌دهد که به عشقشان پایبند است و فقط کمی فرصت لازم دارد ("Non mi dir").

#### نمای پنجم - تالاری در قصر دون جووانی
میز مجلل و شام مفصلی با پذیرائی لپورلو تدارک دیده شده و ارکستر مشغول نواختن موسیقی‌هایی از اپراهای اواخر قرن هجدهم است «قطعه "O quanto in sì bel giubilo" از اپرای "یک چیز نادر (۱۷۸۶)" اثر مارتین سولر، "Come un agnello" از اپرای "نفر سوم یک دعوای دوطرفه (۱۷۸۲)" اثر سارتی و "Non più andrai" از اپرای "ازدواج فیگارو (۱۷۸۶)" اثر خود موتسارت». الویرا برای اثبات عشقش به جووانی پیش او می‌آید و اعتراف می‌کند که دیگر هیچ کینه ایی از او به دل ندارد و فقط نگرانش است ("L'ultima prova dell'amor mio"). جووانی از حرفهای زن جوان تعجب می‌کند و می‌پرسد که حالا چه انتظاری از وی دارد. الویرا هم درخواست می‌کند که لاابالی گری‌هایش را کنار بگذارد و زندگی جدیدی را همراه با عشق و تعهد آغاز کند؛ اما جووانی حرفهای او را به مضحکه می‌گیرد و مستی و معاشقه با زنان را دلیل و نشانه شکوه خلقت آدمیزاد می‌داند (sostegno e gloria d'umanità)؛ الویرا هم با اندوه و دلی شکسته آنجا را ترک می‌کند. لحظاتی بعد صدای جیغ وحشت او از بیرون قصر به گوش می‌رسد و به داخل می‌آید تا از در دیگری خارج شود. جووانی لپورلو را می‌فرستد تا دلیل این وحشت را پیدا کند که خدمتکار بیچاره نیز از ترس فریاد بلندی می‌کشد و بازمی‌گردد. لپورلو سرورش را از آمدن مجسمه باخبر می‌کند. صدای شوم ضربه‌های محکمی به در شنیده می‌شود؛ لپورلو از ترس فلج می‌شود و جووانی به ناچار خود در را باز می‌کند و با مجسمه رو در رو می‌شود (Don Giovanni! A cenar teco m'invitasti <<با پایه موسیقی D ماینور از پیش نوا>>).
مجسمه به جووانی توصیه می‌کند که از شانس آخرش استفاده کرده و توبه کند، اما نجیب‌زاده شرور می‌گوید که هرگز این کار را نخواهد کرد؛ سپس مجسمه به داخل زمین فرومی‌رود و جووانی مغرور را نیز همراه خود به پایین می‌کشد. صدای همخوانی گروه شیاطین همراه با دود و آتش دوزخ و فریادهای جووانی از داخل چاه به گوش می‌رسد.
دونا آنا و دون اتاویو، دونا الویرا، زرلینا و ماستو به دنبال جووانی هستند که به جای آن لپورلو را - که شاهد همه ماجراها بوده - می‌بینند که از ترس می‌لرزد؛ آن‌ها در می‌یابند که جووانی به سزای اعمال خود رسیده و حالا دیگر مرده‌است.
آنا و اتاویو قرار می‌گذارند که پس از گذشت یک‌سال از مرگ پدر آنا، ازدواج کنند. الویرا تصمیم می‌گیرد که باقی عمرش را در صومعه بگذراند. زرلینا و ماستو بالاخره برای صرف شام به خانه‌شان می‌روند و لپورلو هم با امید داشتن یک ارباب بهتر تصمیم می‌گیرد در یک رستوران مشغول به کار شود.
در پایان نتیجه‌گیری اخلاقی اپرا بدین صورت بیان می‌شود که: «سرانجام بدکار همین است؛ مرگ یک گناهکار همیشه منعکس‌کننده زندگی اوست» (Questo è il fin di chi fa mal, e de' perfidi la morte alla vita è sempre ugual).

## پایانِ اُپرا
در گذشته بعضی از رهبرانِ اپرا اعتقاد داشتند که پایانِ نمایش باید با مرگِ شخصیتِ اصلی داستان همراه باشد و قسمتِ حاملِ پیامِ اخلاقی را حذف می‌کردند اما اِعمالِ نظرِ آن‌ها چندان دوامی نیافت و این اُپرا همچنان به شکلِ کامل و اولیهٔ خود در حال اجراست.